# Грабняк (Малинський район)
Грабняк  — колишній хутір у Баранівській сільській раді Малинського району Волинської округи Української РСР.

## Населення
У 1926 році налічувався 41 житель, дворів — 8.

## Історія
До 1923 року входив до складу Малинської волості Радомисльського повіту Київської губернії. У 1923 році включений до складу новоствореної Баранівської сільської ради, яка 7 березня 1923 року увійшла до складу новоутвореного Малинського району Малинської округи. Розміщувався біля с. Баранівка.
Знятий з обліку населених пунктів до 1 жовтня 1941 року.